# Tihomir Ognjanov
Tihomir „Bata” Ognjanov (szerbül: Тихомир Огњанов; Szabadka, 1927. március 2. – Szabadka, 2006. július 2.) szerb labdarúgóhátvéd, edző.
A jugoszláv válogatott tagjaként részt vett az 1950-es és 1954-es labdarúgó-világbajnokságon, illetve az 1952. évi nyári olimpiai játékokon, ahol ezüstérmet nyertek.